# 香港暴雨警告信號
香港暴雨警告信號是香港出現暴雨或預測將有暴雨時，由香港天文台發出的警告信號。此警告系統獨立於其他氣象警告，可以與其他警告同時生效（例如熱帶氣旋警告信號或強烈季候風信號、雷暴警告、山泥傾瀉警告及新界北部水浸特別報告）。暴雨警告信號將透過香港各電台及電視台廣播，其中電視螢光幕會在節目播出期間出現顏色雨雲標誌。發出暴雨警告信號目的是及早提醒市民香港將會下大雨，可能造成嚴重混亂，並確保各緊急服務機構及部門都已經準備就緒，隨時處理因暴雨可能造成的緊急事故。

## 各類暴雨警告定義及應變措施
| 信號             | 圖示 | 定義及應變措施 |
| ---------------- | ---- | --- |
| 黃色暴雨警告信號 |      | 表示香港廣泛地區已錄得或預料會有每小時雨量超過30毫米的大雨，且雨勢可能持續。一些低窪地帶及排水欠佳的地區會出現輕微水浸。可能受大雨及水浸影響之市民應採取適當的預防措施，以防止可能引致的損失。 |
| 紅色暴雨警告信號 |      | 表示香港廣泛地區已錄得或預料會有每小時雨量超過50毫米的大雨，且雨勢可能持續。持續的暴雨已經或將會導致道路出現水浸和交通擠塞。暴雨亦可能影響學校上課時間。家長、學生、學校當局及校車司機均應留意電台及電視台有關學校的公佈。有需要外出的人士應小心考慮天氣及道路的情況及注意安全措施。學生應留在家中。如已返抵學校，則應留在校內，直至放學時間及情況安全適宜回家，方可離開。上學途中的學生應繼續回校，除非前面路面或交通情況並不安全。校車司機應確保接載學生到安全地方（通常為就讀的學校），除非前面路面或交通情況不許可。校方應安排學校開放，並有足夠人手照顧已抵達學校的學生，直至情況適宜學生回家為止。 |
| 黑色暴雨警告信號 |      | 表示香港廣泛地區已錄得或預料會有每小時雨量超過70毫米的豪雨，且雨勢可能持續。由於道路嚴重水浸及天氣情況惡劣，市民應留在安全地方暫避。在黑色暴雨警告仍然生效及交通情況未改善之前，不應外出。空曠地方工作的人士應停止戶外工作，並到安全地方暫避。政府呼籲僱主不應要求僱員上班，除非有關暴雨時的工作安排已有事先協定。如果僱員已經在黑色暴雨警告生效前上班，便應留在原來工作地點，除非該處會有危險。 |

## 香港暴雨成因
香港的暴雨成因大多為低壓槽，據天文台統計，在1998年更改暴雨警告系統後至2025年間發出的32個黑色暴雨警告當中，其中十五次的成因均為低壓槽，其次是熱帶氣旋，共有十次，五次受西南季候風影響，高空擾動及活躍偏南與偏東氣流在珠江口匯聚各佔一次，同時，高空擾動所造成的黑色暴雨警告信號為有紀錄以來最短的一個。

## 歷史
為教育市民在惡劣天氣下的應變方法，天文台早在1967年4月設立暴雨及雷暴警告信號，其中暴雨警告信號表示過去一小時已經錄得50毫米的雨量。不過該信號只供政府部門內部使用，以提高政府部門對自然災害的預防能力，而不作公開發佈。
1992年5月8日早上，受徘徊於華南的低壓槽影響，香港出現暴雨，天文台錄得由早上6時至7時的一小時內降雨量達109.9毫米，打破當時紀錄（該紀錄已先後在2006年7月16日、2008年6月7日及2023年9月7日被打破），市面在沒有停工停課安排下出現嚴重混亂。事件後不久天文台建立新一套暴雨警告系統，取代1967年起使用的舊警告，最初分綠色、黃色、紅色及黑色四個級別。第一階段的綠色及黃色暴雨警告具有預報成份，但與舊警告一樣，只會向政府部門及公共服務機構發出；而第二階段的紅色及黑色暴雨警告則根據香港境內實際錄得的雨量而發出，向市民公開發佈。其中首三個級別的顏色是源自交通燈的綠、黃、紅三色組合，當中黃色燈號實際上呈橙黃色，英文以amber表示，因此黃色暴雨警告的英文名稱亦對應採用Amber，與黃色火災危險警告採用Yellow有所不同。
| 顏色 | 意義                                                                     |
| ---- | ------------------------------------------------------------------------ |
| 綠色 | 預料未來12小時內會有顯著雨量。                                           |
| 黃色 | 預料未來6小時內，香港境內會有超過50毫米雨量。                            |
| 紅色 | 暴雨已經開始，在過去一小時或更短時間內，香港廣泛地區錄得超過50毫米雨量。 |
| 黑色 | 在過去兩小時或更短時間內，香港境內錄得超過100毫米雨量。                  |

1997年6月4日早上香港受暴雨影響，天文台在早上7時05分發出紅色暴雨警告信號。由於紅雨警告在學生上學途中發出，而當時的教育署亦並無宣佈停課，情況頗為混亂。1998年3月，天文台接納申訴專員公署就暴雨下上課安排的調查報告的建議，開始向市民公開發佈黃色暴雨警告信號，綠色暴雨警告信號同時被刪除，以及將黑色暴雨警告的定義修訂至現行制度。修改後三個級別的暴雨警告信號均具有預報成份，並一直沿用至今。
由1999年起，天文台盡可能會在廣泛地區下大雨之前，在「每小時溫度濕度報告」指出未來一段時間香港廣泛地區可能會受大雨影響。2011年起透過「特別天氣提示」顯示，而天文台微博及Twitter則顯示為「大雨預報」。當暴雨警告信號發出後，相關提示便會取消。
由2024年起，天文台加強有關惡劣天氣（包括暴雨）信息發放。若有需要，會在暴雨警告信號生效期間另外發出特別天氣提示，提及將會更改信號之時間，或改發更高信號之可能性。此外，當香港部份地區錄得一小時雨量遠超70毫米，即雨勢發展至大暴雨或特大暴雨程度時，亦會另外發出特別天氣提示提醒受影響地區的市民需高度戒備。

## 爭議及誤解

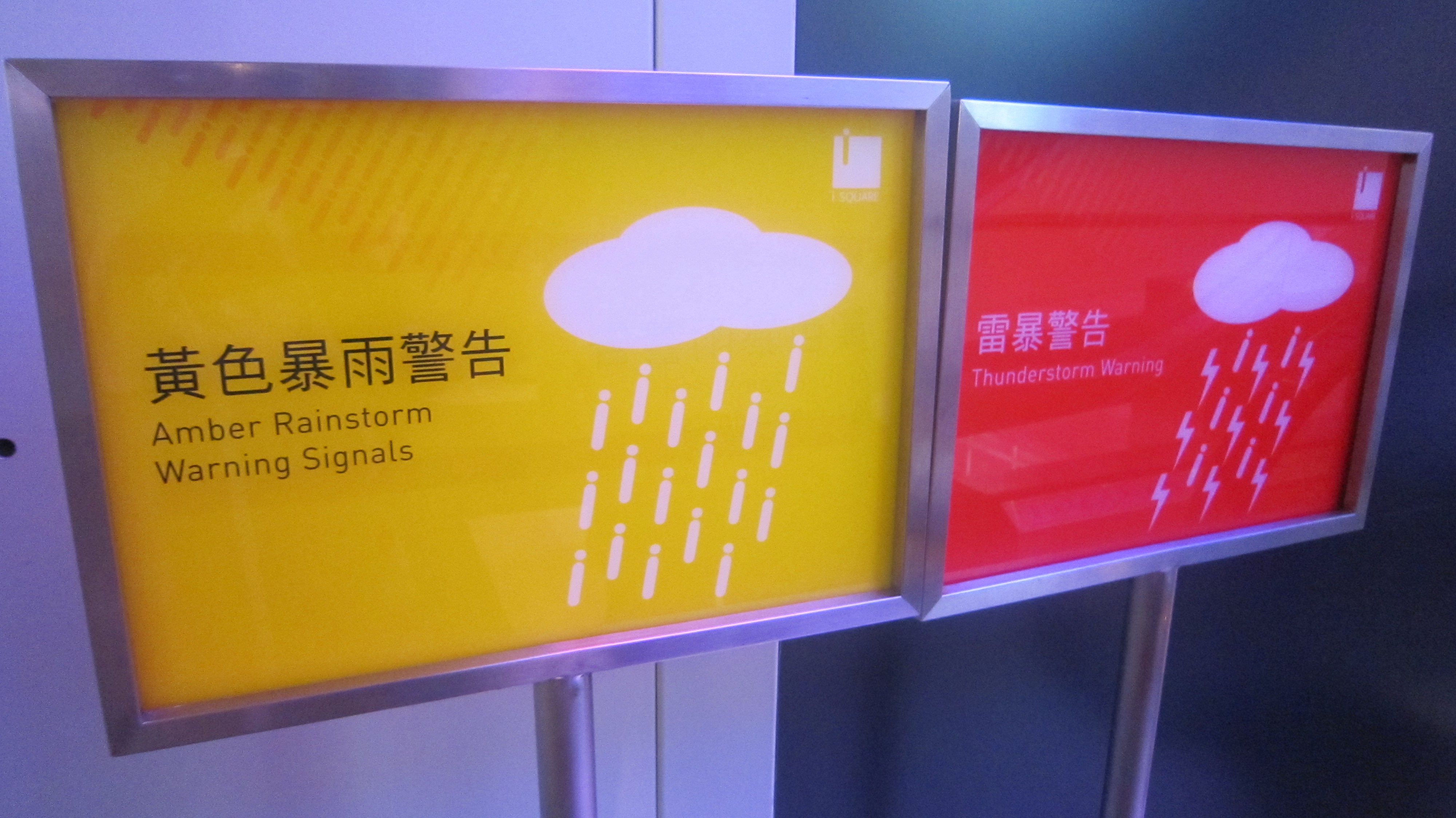
在暴雨警告信號發出時，香港的商場均有通知牌讓市民獲悉

雖然現行暴雨警告系統中包括了預報成份，天文台亦爭取在上班上課時間大雨出現前一兩小時發出黃雨警告，並在雨量達到指定水平前發出紅雨及黑雨警告，但暴雨警告信號的預警時間一般極短，2006年、2010年、2014至2015年、2020年更發生所有級別的暴雨警告信號在1小時內全部發出之情況（當中2006年更兩度出現）。由於雷雨區的強度變化急劇和難以預計，很多時候雨勢在信號發出後即減弱，令外界普遍感覺天文台預報暴雨能力不高。
發出暴雨警告信號多次引起爭議，亦與信號與停工停課安排掛鈎有關。近年不少市民會在暴雨情況下，直接致電香港天文台表達對發出信號安排的不滿。不少市民甚至僱主不明白暴雨影響時間一般遠比熱帶氣旋吹襲為短，誤以為黑色暴雨警告信號的應變措施與八號或以上熱帶氣旋警告信號生效時的措施相同，以為在發出信號後即時下班回家，未有依照當局呼籲留在安全地方暫避，結果導致更多不便及混亂。現任天文台助理台長的徐傑志曾於2013年在網誌提到：當雨勢稍為減弱，但天氣仍然持續不穩定時，已生效的暴雨警告不一定會隨之改變，以免信號經常「又上又落、又落又上」，造成更多的混亂。
另一方面，發出暴雨警告信號的準則亦被質疑著重市區、輕視新界（特別紅色及黑色暴雨警告信號），即雨勢集中在港島及九龍且預計或已經達指定雨量時，便會發出相應警告；但當雨勢集中在新界時則不會發出相應警告，甚至不發出暴雨警告信號，若新界北部雨勢較大則發出新界北部水浸特別報告。天文台則指是參考全港雨量站數據，作為發出暴雨警告信號的參考基礎。而雨量站的分佈密度因地區而異，佈局考慮了不同因素，在水浸風險、山泥傾瀉風險、人口密度較高的區域，雨量站會較密。若果大雨在雨量站較密的地方出現，錄得高雨量的站數自然較多，發出暴雨警告的機會亦會增加。而據渠務署、土木工程拓展署及政府統計處數據，近年嚴重水浸個案、山泥傾瀉地點及人口分佈均以九龍及港島較為密集，因此該區雨量站密度亦較高，錄得高雨量的站數機率相對較多，因此大雨影響該區時發出暴雨警告的機會相應增加。加上香港各區雨量差異大，天文台發出暴雨警告信號期間會與市民感受到的情況不符，亦引起市民不滿。有意見認為應推出分區暴雨警告，而天文台認為不可行分區警告，因為暴雨發展與移動有時相當迅速，短時間內可以有很大變化，需不斷更新瞬息萬變的警告，對跨區活動的市民會造成信息混亂。而天文台亦因應不同地區的雨量差異，加強分區雨量資訊，先後推出「局部地區大雨提示」、「大雨及雷暴區域資訊網頁」及「定點大雨資訊通知」。

## 局部地區大雨提示
2016年4月13日早上香港受暴雨影響，天文台在早上6時半發出黃色暴雨警告信號。惟市民根據當日的降雨情況，認為天文台應發出更高暴雨信號。但根據天文台當日雨量紀錄，大部份地區一小時雨量只有50毫米以下；早上6時45分至7時45分期間，只有元朗、屯門及大埔錄得超過50毫米雨量；而7時45分至8時45分期間，亦只有離島和南區錄得超過50毫米雨量。天文台解釋當時的雨量未達到發出更高暴雨警告信號的標準，而期間雷雨帶移動速度快且逐漸減弱，加上影響範圍不廣泛，故天文台根據準則只維持黃色暴雨警告信號。但天文台事後亦因應不因地區的雨量差異，在同年7月28日起推出「局部地區大雨報告」服務。當香港個別地區錄得每小時雨量達到或超過70毫米，有可能引致嚴重水浸並構成危險，但如當時雨勢未擴展至香港廣泛地區並達至須要發出紅色或黑色暴雨警告信號的指標時，天文台會發出局部地區大雨報告並透過「特別天氣提示」顯示，列出受影響分區及已錄得的雨量，提醒市民有關地區可能已經因大雨而引致水浸，以作出相應的防禦措施。由於新界北部已有新界北部水浸特別報告提醒該區（包括北區及元朗區東部）市民大雨可能引發之水浸風險，因此「局部地區大雨報告」只適用於香港其他地區。
隨後天文台在2021年5月14日推出「局部地區大雨提示」，以取代「局部地區大雨報告」，並會參考錄得雨量以及臨近預報系統的雨量預報發出。而該提示適用於全香港地區；惟新界北部水浸特別報告生效時只適用於新界北部以外的香港其他地區，即與之前「局部地區大雨報告」適用範圍一致。
另一方面局部地區大雨提示可能會與黃色暴雨警告信號同時發出，但當天文台預計大雨有機會擴展至廣泛地區並達至紅色或黑色暴雨警告信號的指標時，則會發出有關暴雨警告信號，並取消局部地區大雨提示。

## 發出紀錄
自暴雨警告信號系統於1992年設立以來，香港每一年均會發出暴雨警告信號，黃色及紅色暴雨警告信號每年都有發出，但黑色暴雨警告信號則只有部分年份發出，以下是各年發出暴雨警告信號的次數（資料來源：香港天文台）：
| 年份 | 黃色           | 紅色          | 黑色 | 備註 |
| --- | -------------- | ------------- | ---- | --- |
| 1992 | 不適用         | 1             | 1    | - 7月18日受熱帶風暴菲爾正面吹襲，首次發出紅色及黑色暴雨警告信號。 |
| 1993 | 不適用         | 2             | 1    | - 首次連續2年發出最高暴雨警告信號（1992年－1993年）。 |
| 1994 | 不適用         | 4             | 1    | - 7月22日一天內兩度發出紅色暴雨警告信號。 - 首次連續3年發出最高暴雨警告信號（1992年－1994年）。 |
| 1995 | 不適用         | 3             | 0    | - 受強烈熱帶風暴海倫相關的西南氣流影響，8月12日曾發出紅色暴雨警告信號。 - 10月5日發出紅色暴雨警告信號，錄得超過150毫米雨量。 |
| 1996 | 不適用         | 2             | 0    | - 6天內兩度發出紅色暴雨警告信號（4月30日至5月5日）。 |
| 1997 | 不適用         | 6             | 2    | - 香港主權移交當日先後發出紅色和黑色暴雨警告信號，略影響當時中英政權交接過程。 - 連續3日發出紅色暴雨警告信號（7月1日至3日）。 - 受颱風思蒂影響，8月22日先後發出紅色和黑色暴雨警告信號。 - 受強烈厄爾尼諾現象影響，全年總雨量為有紀錄最高（3343.0毫米）。 |
| 總數 | 不適用         | 17            | 5    | |
| 年平均 | 不適用         | 2.83          | 0.83 | |
| 1998 | 22（21+1）     | 5（4+1）      | 1    | - 黃色暴雨警告信號開始公開發佈，4月12日首次發出。 - 4月26日至5月2日的一星期內兩度發出紅色暴雨警告信號。 - 6月9日持續長命暴雨，天文台單日錄得411.3毫米的雨量紀錄，是6月最高日雨量紀錄，同時是自設立暴雨警告系統以來第二高單日雨量紀錄。 - 自1992至1994年以來，首次連續2年發出最高暴雨警告信號（1997年－1998年）。 |
| 1999 | 20（18+2）     | 5（4+1）      | 2    | - 受颱風森姆掠過香港影響： - 短短3天內發出3次紅色及2次黑色暴雨警告信號（8月23日至8月25日）。 - 連續3日發出紅色暴雨警告信號（8月23日至25日）。 - 歷來首次連續2日發出最高暴雨警告信號（8月23日及24日）。 - 自1992至1994年以來，首次連續3年發出最高暴雨警告信號（1997年－1999年）。 - 暴雨警告總生效時間亦是自設有暴雨警告以來最長，達29小時5分鐘。 - 受颱風約克掠過香港影響： - 生效時間最長的紅雨警告：長達13小時13分鐘。 - 紅色暴雨警告信號與十號颶風信號首次同時生效。 - 歷來唯一一次黃色暴雨警告信號與火災危險警告同時生效（10月16日）。 |
| 2000 | 31（27+4）     | 6             | 3    | - 4月雨量達547.7毫米，是4月有紀錄以來最高。 - 4月3日、5月2日、8月3日、8月4日、8月24日一天內兩度發出暴雨警告信號，為最多日數兩度發出暴雨警告信號的年份（5日）。 - 非取代最高信號的情況下，首次於同一場暴雨內兩次發出紅色暴雨警告信號，亦為1994年以來首次一日內兩度發出紅色暴雨警告信號（4月14日）。 - 8月24日直接取消黑色暴雨警告信號，並非以較低信號取代，為1998年有紀錄以來首次。 - 首次連續4年發出最高暴雨警告信號（1997年－2000年）。 |
| 2001 | 40（34+6）     | 9（9+0）      | 1    | - 6月5日至13日連續9日發出暴雨警告信號，是自1998年暴雨警告信號系統改制後最長的1次，當中有4天更需發出紅色暴雨警告信號，亦曾於5日內兩度出現連續2天發出紅色暴雨警告信號（6月8日至9日、11日至12日），是自1999年以來首次。。 - 繼2000年後再度直接取消黑色暴雨警告信號（9月2日）。 - 首次連續5年發出最高暴雨警告信號（1997年－2001年）。 |
| 2002 | 20（19+1）     | 2             | 0    | - 歷來年內最遲的首個紅色暴雨警告信號（9月15日）。 - 自1992年設立暴雨警告信號以來，首次於10月發出紅色暴雨警告信號。 |
| 2003 | 17（16+1）     | 1             | 0    | - 6月10日一天內三度發出黃色暴雨警告信號。 - 7月沒有發出任何暴雨警告，自1998年以來首次。 |
| 2004 | 16（15+1）     | 2（1+1）      | 1    | - 5月8日受高空擾動影響發出超過2年半以來首個及有紀錄以來最短的黑色暴雨警告信號。 - 自1992年設立暴雨警告信號以來，首次於6月沒有發出任何暴雨警告。 |
| 2005 | 16             | 1             | 0    | - 自1992年設立暴雨警告信號以來，首次於4月沒有發出暴雨警告信號。 - 雖然全年只發出1次紅色暴雨警告信號，但該年總雨量超過3000毫米，為紀錄以來第3高，該年6月及8月雨量分別達893.9毫米及971.3毫米，已佔全年總雨量58%，僅次於1982年及1997年（3214.5毫米）。 - 8月19至20日的持績長命暴雨，兩日總雨量達546.2毫米，但當日一小時雨量未達50毫米，天文台只發出黃色暴雨警告信號。 - 8月20日錄得303.3毫米雨量，是自設立暴雨警告系統以來的單日雨量第四高紀錄。 - 自1992年設立暴雨警告信號以來，首次於9月沒有發出任何暴雨警告。 |
| 2006 | 25（19+6）     | 11（8+3）     | 3    | - 全年首次發出暴雨警告信號即達最高信號，1998年有紀錄以來首次（4月24日）。 - 受強烈熱帶風暴碧利斯的大驟雨影響，天文台總部1小時內錄得115.1毫米的第三高雨量（7月16日凌晨2時至3時）。 - 不足一小時內先後發出所有暴雨警告信號，同年內兩度出現（6月9日、7月16日），自1992年設立暴雨警告信號以來首兩次。 - 6月9日一天內三度發出暴雨警告信號。 - 自1992年設立暴雨警告信號以來，年內最晚的黃色暴雨警告信號及首次於11月發出暴雨警告信號（11月21日）。 |
| 2007 | 12（10+2）     | 2             | 0    | - 歷來發出最少黃色暴雨警告信號的年份。 - 7月沒有發出任何暴雨警告，是自2003年以來首次。 |
| 2008 | 21（17+4）     | 7（6+1）      | 2    | - 受颱風浣熊相關的惡劣天氣影響： - 全年首次發出暴雨警告信號即達最高信號，繼2006年後首次（4月19日）。 - 4月19日錄得237.4毫米雨量，有紀錄以來最高4月日降雨量。 - 直接取消黑色暴雨警告信號，是自2001年以來首次（4月19日）。 - 受颱風風神影響，連續2日發出紅色暴雨警告信號（6月25日至26日），是自2001年以來首次。 - 受上半月低壓槽及下旬颱風風神正面襲港影響，6月錄得1346.1毫米雨量，打破1889年5月的紀錄（1241.1毫米），成為自1884年有紀錄以來最高月雨量紀錄，且為6月有紀錄以來最高。 |
| 2009 | 20（19+1）     | 2             | 0    | - 3月5日於3小時內兩度發出黃色暴雨警告。 |
| 2010 | 17（15+2）     | 7（6+1）      | 2    | - 4月沒有發出任何暴雨警告信號，是自2005年以來首次。 - 受颱風燦都影響，繼2006年後不足一個小時內先後發出所有暴雨警告信號（7月22日）。 - 繼1999年後首次1星期內兩度發出黑色暴雨警告信號（7月22日、7月28日）。 - 首次在7月份兩度發出黑色暴雨警告信號（7月22日、7月28日）。 - 受強烈熱帶風暴莫蘭蒂影響，繼2008年以來首次連續2日發出紅色暴雨警告信號（9月9日至10日）。 |
| 2011 | 14（13+1）     | 2             | 0    | - 11小時內兩度發出紅色暴雨警告信號，為2000年以來首次一日內兩度發出紅色暴雨警告信號（5月22日）。 |
| 2012 | 19             | 2             | 0    | |
| 2013 | 23（21+2）     | 2             | 1    | - 5月22日發出3年以來首個黑色暴雨警告信號。 |
| 2014 | 32（25+7）     | 9（8+1）      | 2    | - 歷來最早和首次於3月發出紅色及黑色暴雨警告信號（3月30日）。 - 繼2010年後不足1小時內先後發出所有暴雨警告信號（3月30日）。 - 自1997至2001年以來，首次連續2年發出最高暴雨警告信號（2013年－2014年）。 - 5月9日一日內三度發出暴雨警告信號。 - 8月12日至13日：17小時內三度發出紅色暴雨警告信號，創以下紀錄： - 設立此警告系統以來，首次24小時內三度發出紅色暴雨警告信號。 - 連續2日發出紅色暴雨警告信號，自2010年以來首次。 |
| 2015 | 21（17+4）     | 4             | 1    | - 4月沒有發出任何暴雨警告信號，是自2010年以來首次。 - 5月23日半日內三度發出暴雨警告信號。 - 繼2014年3月30日後，不足1小時內先後發出所有暴雨警告信號（5月26日）。 - 自1997至2001年以來，首次連續3年發出最高暴雨警告信號（2013年－2015年）。 - 5月20日至5月26日的一星期內發出2次紅色暴雨警告信號及1次黑色暴雨警告信號。 |
| 2016 | 33（27+6）     | 7（6+1）      | 1    | - 歷來首次於冬季及全年最早發出暴雨警告信號（1月5日）。 - 5月10日：4小時內兩度發出紅色暴雨警告信號，創以下紀錄： - 半日內兩度發出紅色暴雨警告信號，自2014年以來首次。 - 非取代最高信號情況下，於同一場暴雨內兩次發出紅色暴雨警告信號，繼2000年以來首次。 - 受超強颱風莎莉嘉及東北季候風共同影響： - 自2002年以來首次於10月發出紅色暴雨警告信號（10月19日）。 - 打破最遲發出紅色及黑色暴雨警告信號紀錄（10月19日）。 - 連續2日發出紅色或黑色暴雨警告信號，自1999年以來首次（10月18日至19日）。 - 首次於10月發出黑色暴雨警告信號（10月19日）。 - 自1997至2001年以來，首次連續4年發出最高暴雨警告信號（2013年－2016年）。 |
| 2017 | 24（20+4）     | 5             | 1    | - 自1997至2001年以來，首次連續5年發出最高暴雨警告信號（2013年－2017年），並平當年紀錄，成為連續最多年發出最高暴雨警告信號的年份之一（5月24日）。 - 受強烈熱帶風暴苗柏相關的西南氣流影響，6月13日一度發出紅色暴雨警告信號。 - 受低壓槽影響，6月17日發出紅色暴雨警告信號，為同一星期內第2次。 - 受強烈熱帶風暴塔拉斯相關的活躍偏南氣流影響： - 一天內兩度發出黃色暴雨警告信號、取消暴雨警告信號之後的一小時，再發出暴雨警告信號，半小時後更改發紅色暴雨警告信號（7月17日）。 - 一天內三度發出黃色暴雨警告信號（7月18日）。 |
| 2018 | 27（23+4）     | 4             | 0    | - 自1992年設立暴雨警告信號以來，首次於年內首5個月沒有發出任何暴雨警告信號。 - 打破全年最遲發出首個暴雨警告信號的紀錄（6月6日）。 - 8月26日至8月29日連續4天發出暴雨警告信號，當中更兩度發出紅色暴雨警告信號。 - 受超強颱風山竹正面吹襲，紅色暴雨警告信號與十號颶風信號第二次同時生效（9月16日）。 |
| 2019 | 37（35+2）     | 3             | 0    | - 首次需於2月發出暴雨警告信號（2月19日）。 - 16小時內三度發出黃色暴雨警告信號（6月13日至14日）。 - 7月31日至8月1日受熱帶風暴韋帕影響，20小時內三度發出黃色暴雨警告信號，更一度發出紅色暴雨警告信號；而8月1日的黃色暴雨警告信號維持逾13小時。 - 受強烈熱帶風暴白鹿影響，8月25日三度發出黃色暴雨警告信號，26日更發出紅色暴雨警告信號。 |
| 2020 | 30（21+9）     | 11（9+2）     | 2    | - 首次連續兩年需要在2月發出暴雨警告信號（2月13日）。 - 6月6日凌晨發出3年以來首個黑色暴雨警告信號，9月30日再發黑色暴雨警告信號，是自2014年後再次年內兩次發出最高暴雨警告信號。 - 連續2日發出紅色暴雨警告信號，是2016年以來首次。 - 5月21日至6月7日的18天內發出4次紅色暴雨警告信號及1次黑色暴雨警告信號。 - 自1992年設立暴雨警告信號以來，第三次於7月沒有發出任何暴雨警告，是繼2003、2007年後首次。 - 9月12日一天內兩度發出黃色暴雨警告信號。 - 繼2015年5月26日後，不足1小時內先後發出所有暴雨警告信號（9月30日）。 - 由於大氣中低層的水氣含量偏多及源源不絕輸送到華南及受中低層較多時間受西南風影響，9月曾8度發出暴雨警告信號，為有暴雨警告信號以來發出最多暴雨警告信號的9月。9月全月降雨日數為27日，打破2011年26日的舊紀錄。 - 自2008年以來，單月份最多發出紅色或黑色暴雨警告信號年份（2次紅雨及1次黑雨）（9月）。 - 自2016年以來，再次於10月發出紅色暴雨警告信號（10月5日）。 - 受冷鋒與偏南氣流疊加的活躍偏東氣流影響，9月30日至10月5日的6天內發出2次紅色暴雨警告信號及1次黑色暴雨警告信號。 |
| 2021 | 27（23+4）     | 6 （4+2）     | 2    | - 受低壓槽影響，6月1日12小時內發出3次黃色暴雨警告信號及1次紅色暴雨警告信號。 - 6月24日一天內兩度發出黃色暴雨警告信號。 - 受低壓槽及活躍西南氣流影響，6月22至28日7天內6次發出暴雨警告信號（5次黃雨及1次黑雨）。 - 自2013至2017年以來，首次連續2年發出最高暴雨警告信號（2020年－2021年）。 - 受颱風查帕卡的外圍雨帶影響，7月18至20日四度發出黃色暴雨警告信號。 - 受熱帶風暴獅子山及東北季候風共同影響，第二次於10月發出黑色暴雨警告信號（10月8日）。 |
| 2022 | 23（21+2）     | 2             | 0    | - 5月13日清晨一度發出紅色暴雨警告信號，於同日晚上再度發出黃色暴雨警告信號。 - 6月7日至8日受低壓槽影響，天文台15小時內先後發出4次黃色暴雨警告信號及1次紅色暴雨警告信號。 - 受強烈熱帶風暴尼格正面吹襲，自2006年以來首次於11月發出暴雨警告信號，亦是有紀錄以來第二晚發出全年最後一個暴雨警告信號（11月3日）。 |
| 2023 | 37（29+8）     | 8（7+1）      | 2    | - 受低壓槽及西南季候風影響，6月13至17日連續5日需要發出暴雨警告信號（5次黃雨及1次紅雨），是2001年6月5日至13日以來暴雨警告最長連續發出日數。 - 受颱風杜蘇芮引進的西南氣流影響，7月29日兩度發出黃色暴雨警告信號及1次紅色暴雨警告信號。 - 受強颱風海葵的殘餘活躍低壓槽影響，創以下紀錄： - 9月7日發出2年以來首個黑色暴雨警告信號。 - 生效時間最長的黑雨警告：長達16小時35分鐘。 - 天文台總部在9月8日錄得425.0毫米雨量，打破9月單日最高日雨量紀錄，也是自1992年設立暴雨警告系統以來的單日雨量最高紀錄。 - 天文台總部1小時內錄得158.1毫米雨量（9月7日晚上11時至8日午夜12時），打破2008年6月7日的紀錄（145.5毫米），成為自1884年有紀錄以來最高整點每小時雨量。 - 天文台總部錄得2小時雨量201.0毫米，及12小時雨量605.8毫米，兩者皆創下最高紀錄。 - 天文台總部在海葵影響期間錄得總雨量為632.7毫米，打破1999年颱風森姆的616.5毫米，成為香港有紀錄以來降雨最多的熱帶氣旋。 - 天文台總部錄得9月總雨量高達1067.1毫米，成為自1884年有紀錄以來9月最高月雨量。 - 受低壓槽影響，天文台連續2日（9月14日及15日）發出紅色暴雨警告信號，是2020年以來首次。 - 受強颱風小犬正面吹襲，創以下紀錄： - 自1992年設立暴雨警告信號系統以來，首個與八號烈風或暴風信號同時生效的黑色暴雨警告信號。 - 第三次於10月發出黑色暴雨警告信號（10月9日）。 - 自2021年後再次年內兩度發出最高暴雨警告信號。 - 天文台總部於10月9日共錄得369.7毫米雨量，打破歷年來10月份單日最高降雨量記錄。 - 暴雨警告總生效時間亦是自設有暴雨警告以來第二長，達21小時20分鐘。 |
| 2024 | 45（41+4）     | 4             | 0    | - 4月下旬受低壓槽持續影響，4月18日至4月30日曾發出6次暴雨警告信號，是自2000年以來發出最多暴雨警告信號的4月。 - 自1992年設立暴雨警告信號系統以來，首個在發出前就表明信號準確發出時間的紅色暴雨警告信號（5月21日）。 - 6月15日一日內三度發出黃色暴雨警告信號，是自2019年以來首次。 - 打破2019年之35次紀錄，成為發出最多暴雨警告次數的年份（由發出信號至取消所有信號視為一次，共有41次）。 - 打破2001年之40次紀錄，成為發出最多黃色暴雨警告信號的年份。 |
| 2025 | 40（28+12）    | 16（12+4）    | 5    | - 受強颱風丹娜絲殘餘及活躍西南季候風影響，創以下紀錄： - 7月9至10日12小時內三度發出紅色暴雨警告信號，是自2014年以來首次。 - 非取代最高信號情況下，於同一場暴雨內兩度發出紅色暴雨警告信號，是自2016年以來首次（7月10日）。 - 連續2日發出紅色暴雨警告信號，是自2023年以來首次。 - 受颱風韋帕正面吹襲，紅色暴雨警告信號與十號颶風信號第三次同時生效（7月20日）。 - 7月下旬至8月上旬受低壓槽、高空擾動及活躍西南季候風影響，創以下紀錄： - 單月份發出最多紅色暴雨警告信號的年份（7次）（7月）。 - 7月29日發出2年以來首個黑色暴雨警告信號。 - 自2010年後首次於1星期內兩度發出黑色暴雨警告信號（7月29日、8月2日）。 - 8月4日一日內四度發出黃色暴雨警告信號，是自2024年以來首次。 - 繼同年7月10日後再次於同一日兩度發出紅色暴雨警告信號（8月4日）。 - 歷來發出最多紅色暴雨警告信號的年份。 - 歷來發出最多黑色暴雨警告信號的年份。 - 歷來首次於1星期內四度發出黑色暴雨警告信號（7月29日、8月2日、8月4日、8月5日）。 - 單月份發出最多紅色或黑色暴雨警告信號的年份（8次紅雨及4次黑雨）（8月）。 - 歷來首次取消黑色暴雨警告信號後，再於同一場暴雨內發出紅色及黑色暴雨警告信號（8月5日）。 - 自1999年後再次連續2日發出最高暴雨警告信號（8月4日及5日）。 - 7小時內兩度發出最高暴雨警告信號（8月4及5日），同時亦為相隔時間最短的黑色暴雨警告信號，兩者只相隔3小時40分鐘。 - 天文台總部於8月5日共錄得368.9毫米雨量，打破歷年來八月份單日最高降雨量記錄。 - 暴雨警告總生效時間是自設有暴雨警告以來第三長，達20小時半。 - 受強颱風楊柳的外圍雨帶影響，創以下紀錄： - 自1992年設立暴雨警告信號系統以來，首個在發出前就表明信號準確發出時間的黑色暴雨警告信號（8月14日）。 - 首個與一號戒備信號同時生效的黑色暴雨警告信號。 - 歷來首次於8月四度發出最高暴雨警告信號（8月2日、8月4日、8月5日、8月14日）。 |
| 總數 | 709（609+100） | 144（125+19） | 32   | |
| 年平均 | 24.78（21.52） | 4.78（4.22）  | 1.00 | |
| 註釋： 1. 2. 3. 4. - 黃色及紅色暴雨警告信號兩欄中，括號內左為第一發出的數字，右為取代更高信號的數字，括號前的為該年總數。 |                |               |      | |

根據天文台的警告及信號資料庫，由1998年更新暴雨警告信號以來至2023年10月所發出的150個紅色或黑色暴雨警告信號中，有105個，即70.9%的紅色或黑色暴雨警告信號是在星期一至五的上班時間以外，或星期六、日及公眾假期發出。

## 暴雨警告歷史紀錄
以下紀錄由1998年開始計算。

### 生效時間最長及最短的暴雨警告[22]

#### 黃色暴雨警告信號
| 排名   | 發出時間            | 取消時間            | 持續時間     | 備註                                     |
| 最長   | 2001年6月5日 18:05  | 2001年6月6日 11:30  | 17小時25分鐘 | 同時亦為生效時間最長的單一暴雨警告信號   |
| 第二長 | 2001年6月7日 05:00  | 22:05               | 17小時5分鐘  | 同時亦為生效時間第二長的單一暴雨警告信號 |
| 第三長 | 1999年8月22日 13:55 | 1999年8月23日 05:25 | 15小時半     | 其後發出紅色暴雨警告                     |
| 第三短 | 2006年6月9日 10:25  | 10:55               | 半小時       | 其後發出紅色暴雨警告                     |
| 第三短 | 2008年4月19日 16:40 | 17:10               | 半小時       | 其後發出紅色暴雨警告                     |
| 第三短 | 2010年9月9日 00:10  | 00:40               | 半小時       | 其後發出紅色暴雨警告                     |
| 第三短 | 2010年9月21日 04:55 | 05:25               | 半小時       | 其後發出紅色暴雨警告                     |
| 第三短 | 2014年3月30日 19:45 | 20:15               | 半小時       | 其後發出紅色暴雨警告                     |
| 第三短 | 2014年8月13日 05:25 | 05:55               | 半小時       | 其後發出紅色暴雨警告                     |
| 第三短 | 2017年7月17日 20:15 | 20:45               | 半小時       | 其後發出紅色暴雨警告                     |
| 第三短 | 2020年5月25日 10:05 | 10:35               | 半小時       | 其後發出紅色暴雨警告                     |
| 第三短 | 2022年5月13日 03:55 | 04:25               | 半小時       | 其後發出紅色暴雨警告                     |
| 第三短 | 2025年7月25日 19:10 | 19:40               | 半小時       | 其後發出紅色暴雨警告                     |
| 第三短 | 2023年7月29日 10:10 | 10:40               | 半小時       | 取代較高信號                             |
| 第三短 | 2024年5月21日16:00  | 16:30               | 半小時       | 取代較高信號                             |
| 第三短 | 2025年7月25日 20:40 | 21:10               | 半小時       | 取代較高信號                             |
| 第二短 | 2006年4月24日 01:15 | 01:40               | 25分鐘       | 其後發出紅色暴雨警告                     |
| 第二短 | 2006年7月16日 02:10 | 02:35               | 25分鐘       | 其後發出紅色暴雨警告                     |
| 第二短 | 2007年4月24日 10:15 | 10:40               | 25分鐘       | 其後發出紅色暴雨警告                     |
| 第二短 | 2011年5月22日 10:45 | 11:10               | 25分鐘       | 其後發出紅色暴雨警告                     |
| 第二短 | 2013年6月24日 11:35 | 12:00               | 25分鐘       | 其後發出紅色暴雨警告                     |
| 第二短 | 2014年6月8日 21:35  | 22:00               | 25分鐘       | 其後發出紅色暴雨警告                     |
| 第二短 | 2016年8月28日 00:05 | 00:30               | 25分鐘       | 其後發出紅色暴雨警告                     |
| 第二短 | 2023年9月7日 21:25  | 21:50               | 25分鐘       | 其後發出紅色暴雨警告                     |
| 第二短 | 2020年10月5日 09:05 | 09:30               | 25分鐘       | 取代較高信號                             |
| 最短   | 2006年6月2日 10:35  | 10:55               | 20分鐘       | 其後發出紅色暴雨警告                     |
| 最短   | 2008年6月26日 08:30 | 08:50               | 20分鐘       | 其後發出紅色暴雨警告                     |
| 最短   | 2010年8月5日 18:45  | 19:05               | 20分鐘       | 其後發出紅色暴雨警告                     |
| 最短   | 2015年5月26日 09:40 | 10:00               | 20分鐘       | 其後發出紅色暴雨警告                     |
| 最短   | 2024年9月21日 11:45 | 12:05               | 20分鐘       | 其後發出紅色暴雨警告                     |
| 最短   | 2020年9月5日 10:55  | 11:15               | 20分鐘       | 同時亦為取代較高信號的黃雨警告中最短     |

而在1999年8月25日05:45至16:00發出的黃雨警告，是取代較高信號的黃雨警告中最長，達10小時15分鐘。

#### 紅色暴雨警告信號
| 排名   | 發出時間            | 取消時間 | 持續時間     | 備註                                                     |
| 最長   | 1999年9月16日 05:27 | 18:40    | 13小時13分鐘 | 受颱風約克影響，大部份時間與十號颶風信號同時生效         |
| 第二長 | 1998年6月9日 09:50  | 21:00    | 11小時10分鐘 | 同時亦為取代黑雨警告的紅雨警告中最長                     |
| 第三長 | 2003年5月5日 04:45  | 14:10    | 9小時25分鐘  |                                                          |
| 第三短 | 2006年6月9日 10:55  | 11:15    | 20分鐘       | 其後發出黑色暴雨警告                                     |
| 第三短 | 2010年7月28日 15:15 | 15:35    | 20分鐘       | 其後發出黑色暴雨警告                                     |
| 第三短 | 2020年9月30日 19:50 | 20:10    | 20分鐘       | 其後發出黑色暴雨警告                                     |
| 第二短 | 2006年7月16日 02:35 | 02:50    | 15分鐘       | 其後發出黑色暴雨警告                                     |
| 最短   | 2010年7月22日 17:20 | 17:30    | 10分鐘       | 其後發出黑色暴雨警告，同時亦為生效時間最短的單一天氣警告 |

而在2008年6月7日11:00至11:30發出的紅雨警告，是取代黑雨警告的紅雨警告中最短，維持半小時便改發黃雨警告。

#### 黑色暴雨警告信號
| 排名   | 發出時間            | 取消時間           | 持續時間     | 備註                                                                       |
| 最長   | 2023年9月7日 23:05  | 2023年9月8日 15:40 | 16小時35分鐘 | 受強颱風海葵的殘餘活躍低壓槽影響，同時亦為生效時間第三長的單一暴雨警告信號 |
| 第二長 | 2025年8月5日 05:50  | 17:05              | 11小時15分鐘 | 受高空擾動及活躍西南季候風影響                                             |
| 第三長 | 2023年10月9日 04:00 | 10:30              | 6小時半      | 受強颱風小犬影響，與八號烈風或暴風信號同時生效                             |
| 第三短 | 2015年5月26日 10:25 | 11:30              | 1小時5分鐘   |                                                                            |
| 第二短 | 2017年5月24日 11:30 | 12:30              | 1小時        |                                                                            |
| 第二短 | 2021年10月8日 11:45 | 12:45              | 1小時        | 受熱帶風暴獅子山以及東北季候風共同影響，與三號強風信號同時生效             |
| 最短   | 2004年5月8日 07:20  | 08:00              | 40分鐘       | 唯一一次因高空擾動而發出黑色暴雨警告                                       |

#### 總生效時數
此紀錄由發出信號至取消所有信號視為一次，發出更高信號或改發較低信號不會分開計算。
| 排名   | 發出時間            | 取消時間            | 持續時間     | 備註                               |
| 最長   | 1999年8月22日 13:55 | 1999年8月23日 19:00 | 29小時5分鐘  | 受颱風森姆及活躍西南氣流影響       |
| 第二長 | 2023年10月8日 20:25 | 2023年10月9日 17:45 | 21小時20分鐘 | 受強颱風小犬及東北季候風共同影響   |
| 第三長 | 2025年8月4日 21:45  | 2025年8月5日 18:15  | 20小時半     | 受高空擾動及活躍西南季候風共同影響 |
| 第三短 | 2004年8月14日 06:36 | 07:20               | 44分鐘       |                                    |
| 第二短 | 2004年7月21日 09:55 | 10:35               | 40分鐘       |                                    |
| 最短   | 2014年8月3日 00:40  | 01:15               | 35分鐘       |                                    |

### 1小時內發出所有暴雨警告信號紀錄
參考：
| 日期          | 黃色暴雨警告信號發出時間 | 間距   | 紅色暴雨警告信號發出時間 | 間距   | 黑色暴雨警告信號發出時間 | 發出所有信號所需時間 |
| ------------- | ------------------------ | ------ | ------------------------ | ------ | ------------------------ | -------------------- |
| 2006年6月9日  | 10:25                    | 半小時 | 10:55                    | 20分鐘 | 11:15                    | 50分鐘               |
| 2006年7月16日 | 02:10                    | 25分鐘 | 02:35                    | 15分鐘 | 02:50                    | 40分鐘               |
| 2010年7月22日 | 16:35                    | 45分鐘 | 17:20                    | 10分鐘 | 17:30                    | 55分鐘               |
| 2014年3月30日 | 19:45                    | 半小時 | 20:15                    | 25分鐘 | 20:40                    | 55分鐘               |
| 2015年5月26日 | 09:40                    | 20分鐘 | 10:00                    | 25分鐘 | 10:25                    | 45分鐘               |
| 2020年9月30日 | 19:15                    | 35分鐘 | 19:50                    | 20分鐘 | 20:10                    | 55分鐘               |

### 最早發出全年首個暴雨警告[22]
- 黃色暴雨警告信號：2016年1月5日14:00-14:45，亦是首次需於1月和冬季發出暴雨警告信號。
- 紅色暴雨警告信號：2014年3月30日20:15-20:40，亦是首次需於3月發出紅色暴雨警告信號。
- 黑色暴雨警告信號：2014年3月30日20:40-22:30，亦是唯一一次需於3月發出最高暴雨警告信號。

### 最晚發出全年最後一個暴雨警告[22]
- 黃色暴雨警告信號：2006年11月21日15:30-20:25，亦是首次需於11月發出暴雨警告信號。
- 紅色暴雨警告信號：2016年10月19日17:15-18:15。
- 黑色暴雨警告信號：2016年10月19日16:00-17:15，亦是首次需於10月發出最高暴雨警告信號。

### 最晚發出全年首個暴雨警告[22]
- 黃色暴雨警告信號：2018年6月6日13:10-14:50，亦是唯一一年於首5個月內沒有發出任何暴雨警告信號。
- 紅色暴雨警告信號：2002年9月15日03:30-06:15。
- 黑色暴雨警告信號：2016年10月19日16:00-17:15，亦是首次需於10月發出最高暴雨警告信號。

### 最早發出全年最後一個暴雨警告[22]
- 黃色暴雨警告信號：2005年8月20日08:35-21:10。
- 紅色暴雨警告信號：2003年5月5日04:45-14:10。
- 黑色暴雨警告信號：2004年5月8日07:20-08:00。

### 發出最多單一暴雨警告的年份[22]
- 黃色暴雨警告信號：2024年——45次。
- 紅色暴雨警告信號：2025年——16次。
- 黑色暴雨警告信號：2025年——5次。

### 發出最少單一暴雨警告的年份[22]
- 黃色暴雨警告信號：2007年——12次。
- 紅色暴雨警告信號：1992年、2003年、2005年——各只有1次。
- 黑色暴雨警告信號：1995至1996年、2002至2003年、2005年、2007年、2009年、2011至2012年、2018至2019年、2022年、2024年——沒有發出。

### 發出最多暴雨警告的年份[22]
2024年，共有41次（由發出信號至取消所有信號視為一次）。

### 暴雨警告生效日數最多的年份[22]
2001年，共有38日生效。

### 發出最少暴雨警告的年份[22]
2007年，只有10次（由發出信號至取消所有信號視為一次）。

### 暴雨警告生效日數最少的年份[22]
2007年，只有9日生效。

### 發出最多暴雨警告的日子[22]
2003年6月10日、2006年6月9日、2014年5月9日、2015年5月23日、2017年7月18日、2019年8月25日、2024年6月15日、2025年8月4日，各有3次。此紀錄由發出信號至取消所有信號視為一次，發出更高信號或改發較低信號不會分開計算。

### 最多降雨報告日數的年份[39]
- 降雨量大於微量：1931年——261日
- 降雨量大於0.1毫米：1888年——187日
- 降雨量大於1.0毫米：1888年——145日
- 降雨量大於2.5毫米：1888年——110日
- 降雨量大於5.0毫米：1888年——91日
- 降雨量大於10.0毫米：2013年——74日
- 降雨量大於25.0毫米：2001年——42日
- 降雨量大於50.0毫米：2001年——23日
- 降雨量大於100.0毫米：1897年——9日

### 最少降雨報告日數的年份[39]
- 降雨量大於微量：1910年——123日
- 降雨量大於0.1毫米：2004年——102日
- 降雨量大於1.0毫米：1963年——71日
- 降雨量大於2.5毫米：1963年——58日
- 降雨量大於5.0毫米：1963年、1967年——45日
- 降雨量大於10.0毫米：1967年——24日
- 降雨量大於25.0毫米：1963年——10日
- 降雨量大於50.0毫米：1963年——2日
- 降雨量大於100.0毫米：1898年、1922年、1931年、1938年、1954年、1963年、1980年——完全沒有

### 最高一小時雨量紀錄[31]
此項紀錄以香港天文台總部錄得的整點每小時雨量為準。
| 排名 | 日期              | 時間                     | 最高每小時雨量 | 成因                                                 |
| ---- | ----------------- | ------------------------ | -------------- | ---------------------------------------------------- |
| 1    | 2023年9月7日至8日 | 7日晚上11時至8日午夜12時 | 158.1毫米      | 受強颱風海葵殘餘活躍低壓槽影響                       |
| 2    | 2008年6月7日      | 早上8時至上午9時         | 145.5毫米      | 受活躍低壓槽影響                                     |
| 3    | 2006年7月16日     | 凌晨2時至3時             | 115.1毫米      | 受強烈熱帶風暴碧利斯殘餘低壓區引入活躍西南季候風影響 |

### 最高單日雨量紀錄[31]
此項紀錄以香港天文台總部錄得的全日雨量為準。
| 排名 | 日期          | 雨量      |
| ---- | ------------- | --------- |
| 1    | 1926年7月19日 | 534.1毫米 |
| 2    | 1884年5月30日 | 520.6毫米 |
| 3    | 2023年9月8日  | 425.0毫米 |

### 最高月雨量紀錄
2008年6月——1346.1毫米

### 最高全年雨量紀錄[31]
1997年——3343.0毫米

### 最低全年雨量紀錄[31]
1963年——901.1毫米

## 外部連結
- 暴雨警告系統 - 香港天文台 （页面存档备份，存于）
- 天氣警告及信號記錄-香港天文台 （页面存档备份，存于）
- 香港天文台－暴雨警告信號狀況 （页面存档备份，存于）
- 局部地區大雨提示 - 香港天文台 （页面存档备份，存于）
- YouTube上的暴雨警告
- 氣象冷知識
  - YouTube上的「色」「色」相關
  - YouTube上的先知黃紅黑
  - YouTube上的暴雨趨勢
  - YouTube上的雨季來臨
  - YouTube上的梅雨
  - YouTube上的局部地區大雨
  - YouTube上的黃雨係會水浸㗎（上集）
  - YouTube上的黃雨都會水浸㗎（下集）
  - YouTube上的「筍工招聘」─ 暴雨篇
  - YouTube上的暴雨難測之泰式創作
  - YouTube上的暴雨難測之泰式書法
  - YouTube上的局部地區大雨提示
  - YouTube上的黑色暴雨... 邊度最安全？
- 天文台網誌
  - 假期．黑色暴雨 （页面存档备份，存于），林超英，23-6-2008
  - 暴雨的隨機性 （页面存档备份，存于），陳世倜，9-7-2012
  - 30 – 50 – 70，「黑」到幾時? （页面存档备份，存于），徐傑志，24-5-2013
  - 暴雨是怎樣形成的？ （页面存档备份，存于），江如秋，21-4-2015
  - 「黐身」的暴雨 （页面存档备份，存于），李立信，31-7-2016
  - 談談暴雨警告（第一部分）: 緣起 （页面存档备份，存于），李立信、周萬聰，3-4-2018
  - 談談暴雨警告（第二部分）：疑難解答 （页面存档备份，存于），李立信、周萬聰，10-4-2018
- 香港天文台教育資源：暴雨警告信號的有趣小統計 （页面存档备份，存于），李健威，2011-6
- 躬行學社：以數據闡述香港暴雨警告系統現狀 （页面存档备份，存于），18-9-2016